# Venusfigurinen von Mainz
Von den Venusfigurinen von Mainz (auch Venusfigurinen von Mainz-Linsenberg), zwei jungpaläolithischen Frauenstatuetten, wurden jeweils nur Fragmente gefunden. Diese werden heute im Landesmuseum Mainz aufbewahrt.
Beide Bruchstücke zeigen die Beine einer Venusfigurine. Sie sind 3,6 cm bzw. 3,4 hoch. Das zweite Bruchstück wurde aus 3 Teilen zusammengesetzt. Die Bruchstücke bestehen aus graubraunem Sandstein und wurden von Ernst Neeb bei einer Kampagne von 1921–23 ausgegraben. Neeb entdeckte ein Basislager von eiszeitlichen Jägern am Mainzer Linsenberg. Man nimmt an, dass die beiden Figurinen im Gravettien hergestellt wurden.

## Rezeption
- Karin Terberger: Ihr Dornröschenschlaf währte 20000 Jahre : wie die Venusfiguren von Mainz-Linsenberg entdeckt wurden. In: Allgemeine Zeitung. Mainz, 141, 1991.